# سينثيا موس
سينثيا موس (بالإنجليزية: Cynthia Moss)‏ هي كاتِبة أمريكية، ولدت في 24 يوليو 1940 في أوسينينغ في الولايات المتحدة.